# Rabenstein an der Pielach
Rabenstein an der Pielach là một đô thị thuộc huyện Sankt Pölten-Land trong bang Niederösterreich, Áo.